# Cinq grands du football argentin

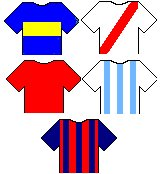
Les maillots des cinq grands du football argentin.

L'expression « cinq grands du football argentin » (en espagnol : cinco grandes del fútbol argentino) désigne les clubs de Boca Juniors, Independiente, Racing Club, River Plate et San Lorenzo de Almagro, considérés comme les cinq principaux clubs du pays. 

## Histoire
L'expression cinco grandes del fútbol argentino date de l'arrivée du professionnalisme dans le football argentin dans les années 1930. À la création de l'AFA en 1934, les droits de vote au sein de l'association furent attribués aux clubs en fonction de leur importance. Boca Juniors, River Plate, Racing Club, Independiente et San Lorenzo furent les cinq à obtenir trois voix. De 1931, date de l'avènement du professionnalisme, à 1967, les cinq clubs monopolisent les titres professionnels. Aucune équipe ne parvient à contester cette hégémonie pendant 36 ans.
En février 2025, les cinq clubs comptent un total de 254 trophées officiels.
| Rang | Club          | Tournois Officiels | Coupes Officiels | Coupes AFA-AUF | Tournois Internationaux | Total |
| ---- | ------------- | ------------------ | ---------------- | -------------- | ----------------------- | ----- |
| 1    | Boca Juniors  | 35                 | 17               | 4              | 18                      | 74    |
| 2    | River Plate   | 38                 | 16               | 6              | 12                      | 72    |
| 3    | Independiente | 16                 | 9                | 2              | 18                      | 45    |
| 4    | Racing Club   | 18                 | 15               | 3              | 5                       | 41    |
| 5    | San Lorenzo   | 15                 | 2                | 2              | 3                       | 22    |

## Lesclásicos
Tout match entre deux des cinq grands est considéré comme un clásico. Toutefois, deux rencontres se distinguent particulièrement : les matchs entre Boca et River (Superclásico) et entre Independiente et Racing (Clásico de Avellaneda). Les matchs opposant San Lorenzo à Boca ont également une dimension particulière, notamment du fait que San Lorenzo est le seul des cinq grands à avoir un bilan historique positif face à Boca.
Le bilan historique (nombre de victoires et de défaites dans les confrontations) entre les clubs a une importance particulière pour les supporters des clubs rivaux. Une équipe ayant un bilan historique positif face à une autre peut en revendiquer la « paternité ». On dira alors qu'elle « l'a comme fils » (lo tiene de hijo).

## Popularité
En mars 2012, une enquête est publiée par le Consultora Equis sur les préférences des Argentins au sujet des clubs de football. Elle conclut notamment que Boca et River rassemblent à eux deux près des trois quarts des sympathisants.
| Rang | Club          | Pourcentage |
| ---- | ------------- | ----------- |
| 1    | Boca Juniors  | 40,4        |
| 2    | River Plate   | 32,6        |
| 3    | Independiente | 5,5         |
| 4    | Racing Club   | 4,2         |
| 5    | San Lorenzo   | 3,9         |